# باصرة
الباصرة أو لعبة حرامي هي لعبة ورق وعدد اللاعبين اثنين أو أكثر. هناك أقوال أنها اختراع عربى ويعتقد أنها سميت بهذا الاسم نسبة الي مدينة البصرة في العراق وأنها تعود للتراث العربى حيث أنه ليس لها أي جذور غربية.[بحاجة لمصدر]
وهي لعبة ورق صيد مشهورة، تشبه لعبة الكازينو، وتحظى بشعبية كبيرة في قبرص. تحظى اللعبة بشعبية كبيرة أيضًا في مصر ولبنان ودول الشرق الأوسط الأخرى. الاسم يوناني مأخوذ من الكلمة العربية البصرة. تُعرف اللعبة في تركيا باسم pişti أو pişpirik.
الباصرة اسم لعبة لها أنظمة وقوانين محددة وليس اسم ورق اللعب.

## عدد الأوراق
52 ورقة من A بستوني إلى K ديناري بدون جوكر و 54 ورقة مع الجوكر أو 55 ورقة

## طريقة اللعب
يتم أولا اختيار أحد اللاعبين لتوزيع الأوراق ثم يقوم بتوزيع أربعة أوراق لكل لاعب من اللاعبين.
بعد ذلك يقوم الموزع بوضع أربع ورقات مكشوفة على أرض اللعب.
يبدأ اللعب من الشخص الذي وزعت له الأوراق أولاً.
ويجب على اللاعب اللعب بورقة واحدة.
آخر من يأتي عليه اللعب. عندما يأتي دور اللعب للاعب فإنه يبحث أولًا في الأوراق التي معه في مجموعته على ورقة تكسب الأوراق التي على الأرض بطريقتين:
1. أوراق عليها نفس رقم ورقة على الأرض فإنه يأخذها معها ويكسبها في خانة الرصيد.
2. ورقتان رقمها ناتج جمعهما يساوي رقم على ورقة في الأرض فيأخذ الأوراق من الأرض مع ورقته وتصبح من رصيده.

ملاحظة: إذا لم يجد ورقة رقمها أو حرفها نفس الذي على الأرض فإنه ينزل أحد أوراقه على الأرض دون كسبها مع الرصيد.
و عند نفاذ الورق من أحد اللاعبين يخرج من اللعبة ويكمل باقي اللاعبين اللعب.
إذا نفذ الورق من جميع اللاعبين تنتهى اللعبة ويبدأ اللاعبين في عد رصيدهم من الأوراق لمعرفة
الفائز الذي حصل على أكبر عدد من الأوراق!.

### بداية اللعب
يبدأ اللعب بوضع أربعة أوراق على الأرض

### كيفية الكسب
تستطيع أخذ كل الأوراق بالولد (القاشوش) (جاك).
تستطيع أخذ الورقة بورقة بنفس الرقم أو الحرف.
تستطيع أخذ الورقتين بورقة تنتج عن جمع الرقم المكتوبة في الورقة مثال: تستطيع أخذ 5 و 4 بالتسعة.
الإكة (A) تساوي 1.

#### النقاط
إن كانت توجد في الأرض ورقة واحدة واللاعب يمتلك ورقة مشابهة لها فيأخذها وتحسب له باصرة.
الباصرة تحسب 10 نقاط إلا أن تكون باصرة بالـJ فإنها تحسب 20 نقطة.
يعني الذي عنده كل الـJ فربما يأخذ نقاط أكثر.
مثلاً لاعب كسب 16 ورقة بأربعة أولاد عنده 800 نقطة.
و لاعب كسب 36 ورقة بأوراق مثلها عنده 360 نقطة.
أو لاعب كسب 18 ورقة بورقتين ناتج جمعهما الرقم الذي على الورقة التي على الأرض عنده 360 نقطة
ملاحظة: الذي كسب بالأولاد كلهم من الممكن أن يخسر.
ملاحظة: عند وجود العدد نفسه من النقاط يجب أن تكون عديت الأوراق لأن الذي يملك العدد الأعلى من الأوراق هو الفائز وتحسب النقاط بنصف عدد الأوراق × 10 إلا إذا كسبت بالـJ تضرب في 20.
باختصار: اللاعب الأكثر عدد من النقاط هو الفائز في حالة أن لا لاعب آخر له نفس العدد من النقاط.
و عند الكسب العادي تأخذ عشر نقاط أما الكسب بالولد فتأخذ منه عشرين نقطة.
ملاحظة: يجب أن تأخذ ورقة كي تحسب مرات الكسب العادي ومرات الكسب بالولد.
الذي يجمع كل الأوراق من على الأرض بدون ولد (J) يحصل على عشر نقاط 10 (باصرة)
الذي يجمع أكبر قدر من الأوراق يحصل على 30 نقاط

## النقاط في الأوراق
الآس (الإكة) A نقطة 1
الولد (J) نقطة 1
الاثنان (2) من البستوني ♠ نقطتان 2
العشرة الطيبي (10) الديناري  ♦  3 نقاط
بقية الأوراق تقسمها في 2 ثم تضربها في × 10 أما إذا كسبتها بالولد فتضربها في × 20 - عدد الأولاد (عدد مرات الكسب)